# Piętkula
Piętkula (ok. 998 m) – szczyt w Grupie Oszusa w Beskidzie Żywiecko-Kisucki.
Piętkula znajduje się w głównym grzbiecie Beskidu Żywiecko-Orawskiego pomiędzy szczytami Magurka (996 m) i Solisko (1031 m). Grzbietem tym biegnie granica polsko-słowacka oraz Wielki Europejski Dział Wodny. Piętkula to mało wybitny szczyt, na mapie Compassu nie jest opisany. W północno-zachodnim kierunku tworzy krótki grzbiet oddzielający potok Glinka od jego dopływu Równiowego Potoku. Z jego południowych (słowackich) stoków spływają źródłowe potoki Klinianki. Piętkula jest porośnięta lasem. Słowackie stoki Magury należą do miejscowości Nowoć (Novoť), polskie znajdują się w granicach miejscowości Glinka w województwie śląskim, w powiecie żywieckim, w gminie Ujsoły.
Przez szczyt Magurki prowadzi słowacki szlak graniczny.

## Szlaki turystyczne
słowacki szlak graniczny